# Дворец краковских епископов (Варшава)
Дворец краковских епископов — памятник культуры. Находится в Варшаве на углу улиц Мёдовой № 5 и Сенаторской № 6.
Строительство дворца началось в 1622 году для краковского епископа Якуба Задзика. Являлся официальной городской резиденцией краковских епископов, которые как духовные сенаторы должны были принимать участие в заседаниях Сената республики.
После разрушений во время шведского потопа дворец был восстановлен в 1668 году для епископа Анджея Тжебицкого. К середине XVIII века дворец находился в плачевном состоянии, в 1760—1762 годах полностью перестроен по инициативе епископа Каетана Солтыка, по-видимому, по проекту Якуба Фонтаны. Дворец приобрёл черты позднего барокко. Относится к малораспространённому в Варшаве типу уличного дворца — построенного по линии застройки улицы. После перестройки дворец имел один, но очень высокий этаж, в котором располагалась приёмная зала. Именно в этом состоянии был запечатлён Каналетто в картине изображающей улицу Мёдову, написанной в 1775 году.
С конца XVIII века во дворце размещался ряд управ, а с середины XIX века здание использовалось как доходный дом.
Дворец сгорел во время боёв 1939 года. Полностью разрушен во время Варшавского восстания, восстановлен после войны для размещения Союза работников авиационной и моторостроительной промышленности. Фасаду со стороны улицы Мёдовой возвращён вид, который она получила в 1760—1762 годах, только один этаж был разделен на два. При восстановлении использовалась картина Каналетто. В фасад со стороны улицы Сенаторской вмурована мемориальная доска в память нескольких десятков поляков, расстрелянных на этом месте 15 февраля 1944 года.
В 2010 году дворец реституциирован наследникам Эдварда Пётровского, бывшего последним предвоенным владельцем.